# 中国交通建設
中国交通建設股份有限公司（ちゅうごくこうつうけんせつ-こふんゆうげんこうし、英文名称：China Communications Construction Company Limited、簡体字：中国交通建设股份有限公司）は、中華人民共和国の中央企業の中国交通建設集団有限公司の子会社である。中国の企業国有資産法は、国有資本が持分の過半数を有し支配を受ける会社を国有資本控股公司（国有資本による従属会社）としており、当社はそれに該当する。香港証券取引所および上海証券取引所に上場する公開会社である。
組織形態として持株会社制を採用しており、傘下の企業は、港湾、河川閘門、道路、橋梁、鉄道などの交通インフラの建設や設計、港湾運送業向けの大型機械の製造などを手掛ける。
世界の建設エンジニアリングの動向について情報提供するENRによると、自国と海外の事業を合わせた収益合計を指標とした 「2017 Top 250 Global Contractors」において親会社の中国交通建設集団有限公司は第4位であった。
また自国を除いた海外事業からの収益合計を指標とした「2017 Top 250 International Contractors」において中国企業最上位の第3位であった。

## 沿革
- 2005年12月18日、旧交通部系建設会社の「中国港湾建設（集団）総公司」と「中国路橋（集団）総公司」が合併し、当社（中国交通建設股份有限公司）の親会社である「中国交通建設集団有限公司」が設立される。
- 2006年10月8日、中国交通建設集団有限公司は傘下の子会社を整理統合し、当社を設立する。
- 2006年12月15日、香港証券取引所のメインボードに上場する。
- 2012年3月9日、上海証券取引所のA株銘柄として上場する。

## 親会社との収益合計の比
中国企業連合会、中国企業家協会が2017年9月に発表した「中国企業トップ500」によれば、2016年の中国交通建設集団有限公司の収益合計は47,002,154万元であった。また中国交通建設股份有限公司の年次財務報告書によれば、同社の2016年の収益合計は429,972百万元であった。よって2016年の中国交通建設股份有限公司と中国交通建設集団有限公司の収益合計の比は、91.5%となる。なお、中国交通建設集団有限公司の連結関係会社間の取引に伴う収益合計の調整は行っていない。 

## 主な事業
2016年会計年度の財務報告書によると、セグメント区分は以下の通り。
- 建設事業
- 設計事業
- しゅんせつ事業
- 港湾運送用機械および建設用機械事業
- その他の事業

2016年度財務報告書によると、セグメント別の収益および営業利益は以下の通り。各セグメントの収益は外部顧客からの収益を記した。営業利益には金融損益、合弁会社と関連会社からの持分投資損益などの営業外損益は含まれていない。
|                                     | 建設    | 設計   | しゅんせつ | 大型機械 | その他 | 未分類 | 相殺消去 | 合計    |
| ----------------------------------- | ------- | ------ | ---------- | -------- | ------ | ------ | -------- | ------- |
| 収益(百万元)                        | 349,050 | 21,914 | 28,796     | 25,298   | 4,914  | ―      | ―        | 429,972 |
| 収益構成比(%)                       | 81.2    | 5.1    | 6.7        | 5.9      | 1.1    | ―      | ―        | 100.0   |
| 営業利益(百万元) セグメント間未調整 | 23,604  | 3,203  | 2,740      | 1,773    | 485    | 48     | △729     | 31,124  |
| 営業利益構成比(%)                   | 75.8    | 10.3   | 8.8        | 5.7      | 1.6    | 0.2    | ―        | 100.0   |
| 収益営業利益率(%)                   | 6.8     | 14.6   | 9.5        | 7.0      | 9.9    | ―      |          | 7.2     |

## 収益の地理的構成
2016年度財務報告書によると、中国本土と香港・マカオを含む海外事業で区分された収益は以下の通り。
|                      | 2012年[百万元]  | 2013年[百万元]  | 2014年[百万元]  | 2015年[百万元]  | 2016年[百万元]  |
| -------------------- | --------------- | --------------- | --------------- | --------------- | --------------- |
| 中国本土             | 245,185 (83.0%) | 275,179 (82.9%) | 303,547 (82.9%) | 328,655 (81.4%) | 343,209 (79.8%) |
| 香港マカオを含む海外 | 50,136 (17.0%)  | 56,619 (17.1%)  | 62,459 (17.1%)  | 74,961 (18.6%)  | 86,763 (20.2%)  |
| 合計                 | 295,321 (100%)  | 331,798 (100%)  | 366,042 (100%)  | 403,616 (100%)  | 429,972 (100%)  |

## 非流動資産の地理的構成
2016年度財務報告書によると、中国本土と香港・マカオを含む海外事業で区分された非流動資産は以下の通り。
|                      | 2013年[百万元]  | 2014年[百万元]  | 2015年[百万元]  | 2016年[百万元]  |
| -------------------- | --------------- | --------------- | --------------- | --------------- |
| 中国本土             | 115,616 (97.0%) | 158,189 (96.4%) | 207,392 (93.7%) | 206,746 (92.6%) |
| 香港マカオを含む海外 | 3,620 (3.0%)    | 5,981 (3.6%)    | 14,007 (6.3%)   | 16,431 (7.4%)   |
| 合計                 | 119,236 (100%)  | 164,170 (100%)  | 221,399 (100%)  | 223,177 (100%)  |

## 新規受注契約額
2012年から2016年の会計年度財務報告書によると、事業別の新規受注金額は以下の通り。
| 大分類           | 小分類                     | 2012年[百万元]  | 2013年[百万元]  | 2014年[百万元]  | 2015年[百万元]  | 2016年[百万元]  |
| ---------------- | -------------------------- | --------------- | --------------- | --------------- | --------------- | --------------- |
| インフラ建設事業 |                            | 423,055 (82.2%) | 450,551 (82.9%) | 496,821 (81.7%) | 539,456 (83.0%) | 612,415 (83.8%) |
|                  | （本土の港湾建設）         | 62,051 (12.1%)  | 42,456 (7.8%)   | 45,639 (7.5%)   | 53,064 (8.2%)   | 31,628 (4.3%)   |
|                  | （本土の道路・橋梁建設）   | 98,932 (19.2%)  | 153,545 (28.3%) | 131,919 (21.7%) | 151,794 (23.3%) | 134,946 (18.5%) |
|                  | （本土の鉄道建設）         | 9,753 (1.9%)    | 15,570 (2.9%)   | 21,430 (3.5%)   | 27,063 (4.2%)   | 24,326 (3.3%)   |
|                  | （本土の投資プロジェクト） | 125,021 (24.3%) | 58,535 (10.8%)  | 100,688 (16.5%) | 85,900 (13.2%)  | 155,538 (21.3%) |
|                  | （本土のその他の建設）     | 51,881 (10.1%)  | 76,205 (14.0%)  | 91,649 (15.1%)  | 85,386 (13.1%)  | 60,118 (8.2%)   |
|                  | （海外建設プロジェクト）   | 75,417 (14.6%)  | 104,240 (19.2%) | 105,496 (17.3%) | 136,249 (21.0%) | 205,859 (28.2%) |
| インフラ設計事業 |                            | 23,570 (4.6%)   | 25,191 (4.6%)   | 31,137 (5.1%)   | 35,929 (5.5%)   | 38,565 (5.3%)   |
| しゅんせつ事業   |                            | 38,648 (7.5%)   | 39,336 (7.2%)   | 42,332 (7.0%)   | 41,194 (6.3%)   | 39,541 (5.4%)   |
| 重機械製造事業   |                            | 24,615 (4.8%)   | 27,850 (5.1%)   | 33,032 (5.4%)   | 32,714 (5.0%)   | 32,064 (4.4%)   |
| その他の事業     |                            | 5,032 (1.0%)    | 333 (0.1%)      | 5,095 (0.8%)    | 5,331 (0.8%)    | 8,217 (1.1%)    |
| 相殺消去         |                            | －              | －              | －              | △4,309          | －              |
| 合計             |                            | 514,920 (100%)  | 543,261 (100%)  | 608,417 (100%)  | 650,315 (100%)  | 730,802 (100%)  |

## 主な子会社
2016年度財務報告書によると、主要子会社は以下の通り。
土木建設
- 中交疏浚（集団）股份有限公司(CCCC Dredging (Group) Co., Ltd.)、本社：北京
  - 中交天津航道局有限公司(CCCC Tianjin Dredging Co., Ltd.)、本社：天津
- 中国港湾工程有限責任公司(China Harbour Engineering Company Ltd.)、本社：北京
- 中国路橋工程有限責任公司(China Road and Bridge Corporation)、本社：北京
- 中交第一航務工程局有限公司(CCCC First Harbour Engineering Co., Ltd.)、本社：天津
- 中交第二航務工程局有限公司(CCCC Second Harbour Engineering Co., Ltd.)、本社：武漢
- 中交第三航務工程局有限公司(CCCC Third Harbour Engineering Co., Ltd.)、本社：上海
- 中交第四航務工程局有限公司(CCCC Fourth Harbour Engineering Co., Ltd.)、本社：広州
- 中交第一公路工程局有限公司(CCCC First Highway Engineering Co., Ltd.)、本社：北京
- 中交第二公路工程局有限公司(CCCC Second Highway Engineering Co., Ltd.)、本社：西安
- 中交第三公路工程局有限公司(CCCC Third Highway Engineering Co., Ltd.)、本社：北京
- 中交第四公路工程局有限公司(CCCC Fourth Highway Engineering Co., Ltd.)、本社：北京
- 中交路橋建設有限公司(Road & Bridge International Co., Ltd.)、本社：北京
- 中交隧道工程局有限公司(CCCC Tunnel Engineering Co., Ltd.)、本社：北京
- 中交機電工程局有限公司(CCCC Mechanical & Electrical Engineering Co., Ltd.)、本社：北京

土木コンサルティング
- 中交水運規劃設計院有限公司(CCCC Water Transportation Consultants Co., Ltd.)、本社：北京
- 中交公路規劃設計院有限公司(CCCC Highway Consultants Co., Ltd.)、本社：北京
- 中交第一航務工程勘察設計院有限公司(CCCC First Harbour Consultants Co., Ltd.)、本社：天津
- 中交第二航務工程勘察設計院有限公司(CCCC Second Harbour Consultants Co., Ltd.)、本社：武漢
- 中交第三航務工程勘察設計院有限公司(CCCC Third Harbour Consultants Co., Ltd.)、本社：上海
- 中交第四航務工程勘察設計院有限公司(CCCC Fourth Harbour Consultants Co., Ltd.)、本社：廈門
- 中交第一公路勘察設計研究院有限公司(CCCC First Highway Consultants Co., Ltd.)、本社：西安
- 中交第二公路勘察設計研究院有限公司(CCCC Second Highway Consultants Co., Ltd.)、本社：武漢
- 中国公路工程諮詢集団有限公司(China Highway Engineering Consultants Co., Ltd.)、本社：北京
- 中交路橋技術有限公司(CCCC Highway & Bridge Technology Consultants Co., Ltd.)、本社：北京

重機械製造ならびに建設資機材の供給
- 上海振華重工（集団）股份有限公司(Shanghai Zhenhua Heavy Industries Co., Ltd.)、本社：上海、SSE2:600320
- 中交西安築路機械有限公司(CCCC Xi'an Road Construction Machinery Co., Ltd.)、本社：西安
- 中国公路車輌機械有限公司(China Highway Vehicle & Machinery Co., Ltd.)、本社：北京
- 中交上海装備工程有限公司(CCCC Shanghai Equipment Engineering Co., Ltd.)、本社：上海
- 中国交通物資有限公司(China Communications Materials & Equipment Co., Ltd.)、本社：北京
- 中和物産株式会社(Chuwa Bussan Co., Ltd.)、本社：東京

投資および金融サービス
- 中交投資有限公司(CCCC Investment Co., Ltd.)、本社：北京
- 中交財務有限公司(CCCC Finance Company Limited)、本社：北京
- 中交国際（香港）控股有限公司(CCCC International Holdings Limited)、本社：香港
- 中交建融租賃有限公司(CCCC Financial Leasing Co., Ltd.)、本社：上海
- 中交投資基金管理（北京）有限公司(CCCC Fund Management Co., Ltd)、本社：北京
- 中交資産管理有限公司(CCCC Asset Management Co., Ltd.)、本社：北京
- 中交城市投資控股有限公司(CCCC Urban Investment Holding Co., Ltd.)、本社：広州

## 関連指標
資材費推移
機材費推移
労務費推移